# USS John Hood (DD-655)
USS John Hood (DD-655) là một tàu khu trục lớp Fletcher được Hải quân Hoa Kỳ chế tạo trong Chiến tranh Thế giới thứ hai. Nó là chiếc tàu chiến duy nhất của Hải quân Mỹ được đặt theo tên Chuẩn đô đốc John Hood (1859-1919), người tham gia các cuộc Chiến tranh Tây Ban Nha-Hoa Kỳ và Chiến tranh Thế giới thứ nhất. Nó hoạt động cho đến hết Thế Chiến II, ngừng hoạt động một giai đoạn ngắn rồi tiếp tục phục vụ trong Chiến tranh Lạnh cho đến khi xuất biên chế năm 1964, và bị bán để tháo dỡ năm 1976. John Hood được tặng thưởng một Ngôi sao Chiến trận do thành tích phục vụ trong Thế Chiến II.

## Thiết kế và chế tạo
John Hood được đặt lườn tại xưởng tàu của hãng Gulf Shipbuilding Corp. ở Chickasaw, Alabama vào ngày 12 tháng 10 năm 1942. Nó được hạ thủy vào ngày 25 tháng 10 năm 1943; được đỡ đầu bởi cô Amelia O'Neal; và nhập biên chế vào ngày 7 tháng 6 năm 1944 dưới quyền chỉ huy của Hạm trưởng, Trung tá Hải quân Thomas J. Thornhill.

## Lịch sử hoạt động

### Thế Chiến II
Sau khi hoàn tất chạy thử máy tại vùng biển Caribe, John Hood khởi hành vào ngày 21 tháng 8 năm 1944 để đi sang Mặt trận Thái Bình Dương, đi đến Xưởng hải quân Mare Island, San Francisco vào ngày 6 tháng 9. Nó lên đường hướng đến quần đảo Aleut để nhận nhiệm vụ cùng Lực lượng Bắc Thái Bình Dương, đi đến Adak, Alaska vào ngày 18 tháng 9, và gia nhập Hải đội Khu trục 57 trực thuộc Lực lượng Đặc nhiệm 92 dưới quyền Chuẩn đô đốc John L. McCrea, hoạt động tại vùng biển phía Bắc đầy bão tố. Nhiệm vụ chính của lực lượng là quấy rối và đe dọa các căn cứ tiền tiêu của đối phương trên quần đảo Kuril, cách xa hơn 600 mi (970 km) về phía Tây Attu. Lực lượng Đặc nhiệm đã tiến hành chín lượt xuất kích đến quần đảo Kuril và sáu cuộc tấn công càn quét trong biển Okhotsk, vốn bị ảnh hưởng bởi thời tiết khắc nghiệt bất lợi và bên ngoài tầm che chở bảo vệ của không quân. John Hood là tàu chiến duy nhất đã tham gia tất cả mọi đợt tấn công cho đến khi chiến tranh kết thúc.
Vào tháng 11 năm 1944, John Hood tham gia cuộc bắn phá căn cứ của Hải quân Nhật tại Matsuwa, gây hư hại đáng kể cho các cơ sở tại đây. Nó tiếp tục các hoạt động tấn công và tuần tra tại khu vực Kuril trong mùa Đông và mùa Xuân năm 1945. Đang khi tuần tra trong biển Okhotsk vào ngày 25 tháng 6, nó đụng độ một đoàn tàu vận tải đối phương tìm cách tăng viện cho lực lượng Nhật Bản đồn trú tại chỗ. Con tàu đã trợ giúp vào việc đánh chìm một tàu hàng và có thể đã đánh chìm thêm một chiếc khác. Đến ngày 11 tháng 8, đội đặc nhiệm của nó tiến hành hoạt động cuối cùng trong chiến tranh khi tiêu diệt thêm một đoàn tàu vận tải đối phương.
Sau khi Nhật Bản đầu hàng kết thúc cuộc xung đột, John Hood đi đến Adak để chuẩn bị làm nhiệm vụ chiếm đóng. Nó cùng một lực lượng hải quân lớn rời Adak vào ngày 31 tháng 8 để hướng sang phía Bắc Nhật Bản, và ở lại ngoài khơi bờ biển Nhật Bản cùng lực lượng chiếm đóng cho đến khi lên đường quay trở về nhà vào ngày 18 tháng 11. Con tàu về đến Charleston, South Carolina vào ngày 22 tháng 12, và ở lại đây cho đến khi được xuất biên chế vào ngày 3 tháng 7 năm 1946, và được đưa về Hạm đội Dự bị Đại Tây Dương.

### 1951 - 1964
John Hood được cho nhập biên chế trở lại vào ngày 3 tháng 8 năm 1951 dưới quyền chỉ huy của Hạm trưởng, Trung tá Hải quân S. P. Gantz. Con tàu được cải biến đáng kể để tiếp tục phục vụ cùng một hạm đội hiện đại. Nó khởi hành từ Norfolk, Virginia vào ngày 29 tháng 6 năm 1953 cho một chuyến đi vòng quanh thế giới, bao gồm nhiệm vụ tuần tra gìn giữ hòa bình cùng Đệ Thất hạm đội tại vùng biển ngoài khơi bán đảo Triều Tiên.
John Hood quay trở về Norfolk vào ngày 6 tháng 2 năm 1954 để sửa chữa, rồi hoạt động huấn luyện ven biển cho đến khi lên đường vào ngày 5 tháng 11 năm 1955 để hoạt động tại khu vực Địa Trung Hải cùng Đệ Lục hạm đội. Sau khi quay trở về Norfolk vào ngày 26 tháng 2 năm 1956, con tàu được sửa chữa những hư hại cột ăn-ten do bão, rồi hoạt động huấn luyện học viên sĩ quan trong mùa Hè. Khi tình hình căng thẳng do vụ Khủng hoảng kênh đào Suez xảy ra vào mùa Thu, nó lên đường cùng Lực lượng Đặc nhiệm 26 đi Lisbon, Bồ Đào Nha, sẵn sàng để triển khai sang khu vực Đông Địa Trung Hải nếu cần thiết. Sau khi tình hình lắng dịu, con tàu quay trở về Virginia Capes vào tháng 12.

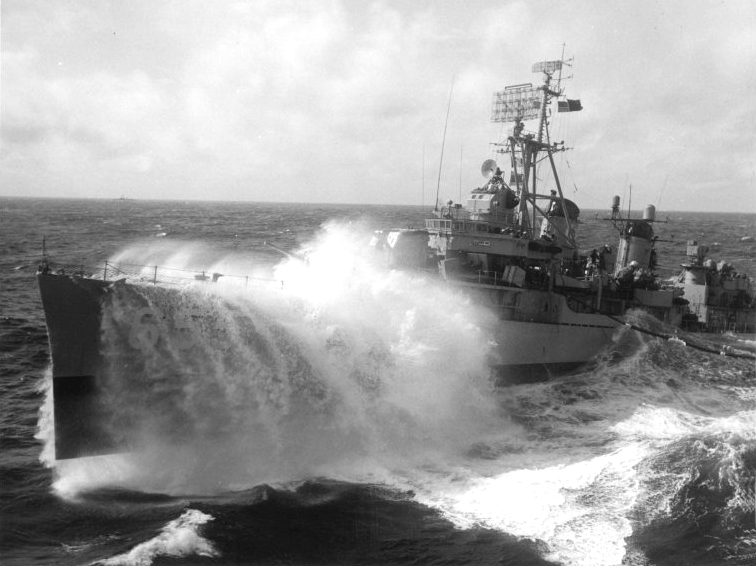
John Hood đang được tiếp nhiên liệu trong khi biển động nặng, 1962.

John Hood tiếp nối các hoạt động huấn luyện dọc theo bờ biển Đại Tây Dương, và một lượt phục vụ khác cùng Đệ Lục hạm đội vào năm 1957 tại khu vực Trung Đông vốn còn ẩn chứa những mâu thuẫn và bất trắc. Nó hoạt động huấn luyện vào đầu năm 1958, hoạt động cùng Trường Sonar Hạm đội và tham gia các cuộc thực tập chống tàu ngầm trước khi được điều sang Hải đội Khu trục Dự bị tại New York vào ngày 1 tháng 10 năm 1959. Chiếc tàu khu trục hoạt động huấn luyện dự bị cho đến ngày 1 tháng 8 năm 1961, khi Tổng thống John F. Kennedy ra lệnh huy động lực lượng dự bị để tăng cường sức mạnh quân sự quốc gia do vụ Khủng hoảng Berlin. Khi tình hình lắng dịu trở lại, con tàu quay trở lại vai trò huấn luyện Hải quân Dự bị tại New York vào tháng 8 năm 1962.
John Hood được cho xuất biên chế vào tháng 6 năm 1964, và đưa về thành phần dự bị cho đến khi tên nó được rút khỏi danh sách Đăng bạ Hải quân vào ngày 1 tháng 12 năm 1974. Con tàu được bán cho hãng Luria Bros. & Co., Inc. tại Cleveland, Ohio vào ngày 12 tháng 4 năm 1976 để tháo dỡ.

## Phần thưởng
John Hood được tặng thưởng một Ngôi sao Chiến trận do thành tích phục vụ trong Thế Chiến II.